# Gobliiins
Gobliiins ist ein Point-and-Click-Adventure, das 1991 vom französischen Software-Entwickler Coktel Vision entwickelt und veröffentlicht wurde. Bei Gobliiins muss der Spieler, ähnlich wie im späteren Jump-’n’-Run-Spiel The Lost Vikings, drei Charaktere zur Lösung der jeweiligen Level benutzen, um das Adventure erfolgreich zu bewältigen. Auf die drei zu steuernden Charaktere weisen auch die drei „i“ in dem Titel hin.

## Handlung
Am Hofe des Goblinkönigs Angoulafre wird ein Festbankett veranstaltet. Da schreit Angoulafre plötzlich vor Schmerzen auf, um nach einer Weile hysterisch zu lachen. Danach ist mit ihm nicht mehr viel anzufangen. Die drei Goblins Asgard (Krieger), Ignatius (Zauberer) und Oups (Techniker) werden ausgeschickt, um vom Zauberer Niak ein Heilmittel zu erbitten, nicht wissend, dass Niak mit Hilfe eines Voodoo-Zaubers selbst der Verursacher von Angoulafres Leiden ist. So stolpern die drei von einer Unbill in die nächste. Ziel des Spiels ist es, eine Zauberwaffe zu finden und letztendlich den König vom Wahnsinn zu befreien. Die Goblins müssen dabei gemäß ihren jeweiligen Fähigkeiten eingesetzt werden.

## Spielprinzip und Technik
Gobliiins ist ein Point-and-Click-Adventure. Aus Sprites zusammengesetzte Figuren agieren vor handgezeichneten, teilanimierten Kulissen. Mit der Maus kann der Spieler seine drei Spielfiguren durch die Örtlichkeiten bewegen und mit den Maustasten Aktionen einleiten, die den Spielcharakter mit seiner Umwelt interagieren lassen. Das Spiel ist linear aufgebaut, es steht jeweils nur eine Örtlichkeit zur Verfügung, die erst verlassen werden kann, wenn alle Rätsel in ihr gelöst sind. Zur Lösung der Rätsel müssen die drei Goblins gemäß ihrer spezifischen Fähigkeiten eingesetzt werden: Asgard kann seine Körperkraft gegen Dinge oder Personen einsetzen, Ignatius kann Gegenstände in andere, thematisch verwandte Gegenstände verwandeln, und Oups kann Gegenstände aufnehmen und mit der Umgebung kombinieren.

## Produktionsnotizen
Nach Gobliiins veröffentlichte Coktel Vision die Fortsetzungen Gobliins 2: The Prince Buffoon und Goblins 3. Nach einer Pause von fast 16 Jahren erschien 2009 der vierte Teil, betitelt Gobliiins 4, der vom Studio Société Pollene entwickelt und wieder von Pierre Gilhodes gestaltet wurde. Verglichen mit den Vorgängerversionen setzt der Titel auf 3D-Grafiken, das Spielprinzip der Serie wurde aber beibehalten. Ebenfalls 2009 wurden die ersten drei Teile als Bundle beim kommerziellen Downloadanbieter GOG.com für moderne Systeme aufbereitet und wiederveröffentlicht.

## Rezeption
Gobliiins erhielt durchschnittliche bis eher negative Bewertungen. Der Amiga Joker sah eine „originelle Mischung aus Knobelei und Adventure“ und lobte die Grafik, während die Klanguntermalung kritisiert wurde. Das Spiel sei sehr einfach, was dem Spieler schnelle Erfolgserlebnisse beschere, aber maximal ein Wochenende Spielvergnügen biete.